# 14 سبتمبر
- السبت
- الأحد
- الاثنين
- الثلاثاء
- الأربعاء
- الخميس
- الجمعة

- 307 ربيع الأول 1447  هـ
- 318 ربيع الأول 1447  هـ
- 19 ربيع الأول 1447  هـ
- 210 ربيع الأول 1447  هـ
- 311 ربيع الأول 1447  هـ
- 412 ربيع الأول 1447  هـ
- 513 ربيع الأول 1447  هـ
- 614 ربيع الأول 1447  هـ
- 715 ربيع الأول 1447  هـ
- 816 ربيع الأول 1447  هـ
- 917 ربيع الأول 1447  هـ
- 1018 ربيع الأول 1447  هـ
- 1119 ربيع الأول 1447  هـ
- 1220 ربيع الأول 1447  هـ
- 1321 ربيع الأول 1447  هـ
- 1422 ربيع الأول 1447  هـ
- 1523 ربيع الأول 1447  هـ
- 1624 ربيع الأول 1447  هـ
- 1725 ربيع الأول 1447  هـ
- 1826 ربيع الأول 1447  هـ
- 1927 ربيع الأول 1447  هـ
- 2028 ربيع الأول 1447  هـ
- 2129 ربيع الأول 1447  هـ
- 2230 ربيع الأول 1447  هـ
- 231 ربيع الآخر 1447  هـ
- 242 ربيع الآخر 1447  هـ
- 253 ربيع الآخر 1447  هـ
- 264 ربيع الآخر 1447  هـ
- 275 ربيع الآخر 1447  هـ
- 286 ربيع الآخر 1447  هـ
- 297 ربيع الآخر 1447  هـ
- 308 ربيع الآخر 1447  هـ
- 19 ربيع الآخر 1447  هـ
- 210 ربيع الآخر 1447  هـ
- 311 ربيع الآخر 1447  هـ

14 سبتمبر أو 14 أيلول أو يوم 14 \ 9 (اليوم الرابع عشر من الشهر التاسع) هو اليوم السابع والخمسون بعد المئتين (257) من السنوات البسيطة، أو اليوم الثامن والخمسون بعد المئتين (258) من السنوات الكبيسة وفقًا للتقويم الميلادي الغربي (الغريغوري). يبقى بعده 108 يوما لانتهاء السنة.

## أحداث
- 786 - هارون الرشيد يتولى الخلافة بعد مقتل أخيه الهادي.
- 1812 - نابليون بونابرت يتمكن من احتلال موسكو أهم مدن الإمبراطورية الروسية.
- 1901 - ثيودور روزفلت يتولى رئاسة الولايات المتحدة خلفًا للرئيس ويليام ماكينلي الذي توفي متأثرًا بجراحه بعد تعرضة لعملية اغتيال في 6 سبتمبر.
- 1917 - إعلان الجمهورية الروسية لتحل محل الإمبراطورية الروسية.
- 1960 - العراق وإيران والسعودية والكويت وفنزويلا يؤسسون منظمة الدول المصدرة للنفط (أوبك) وذلك باجتماعهم في بغداد.
- 1967 - انتحار المشير عبد الحكيم عامر بتناوله السم.
- 1982 - اغتيال رئيس الجمهورية اللبنانية المنتخب بشير الجميّل وذلك قبل تسلمه لمهامه بأيام.
- 2003 - السويد ترفض في استفتاء عام اعتماد اليورو عملة لها.
- 2015 - فريق ليغو يرصد أول موجات جاذبية نتجت عن اندماج ثقبين أسودين، ما يثبت جزء من نظرية النسبية العامة لأينشتاين.
- 2016 - انتخاب السلوفيني ألكسندر تشيفرين رئيسا للاتحاد الأوروبي لكرة القدم خلفًا للفرنسي الموقوف ميشيل بلاتيني.
- 2017 - مقتل 84 شخصا على الأقل وإصابة 93 آخرين في هجومين استهدفا مطعمًا على أطراف مدينة الناصرية جنوب العراق.
- 2018 - إعصار فلورنس يصل البر القاري الأمريكي ويضرب ولاية كارولاينا الشمالية مُتسببًا بِمقتل 32 شخصًا.
- 2019 - استهداف معملين تابعين لشركة أرامكو السعودية في منطقتي بقيق وهجرة خريص بمجموعة طائرات مُسيَّرة أثّرت على 50% من إنتاج الشركة هناك، والحوثيون يتبنّون الهجمات.
- 2020 - عُلماءٌ فلكيُّون يُعلنون اكتشاف غاز الفوسفين في الغلاف الجوي لِكوكب الزُهرة، ممَّا أشار إلى احتماليَّة وجود حياة عُضويَّة على الكوكب المذكور.
- 2024 - فوز الرئيس عبد المجيد تبون بالانتخابات الرئاسية الجزائرية، إذ حصل على 84.30% من الأصوات وفقًا لإعلان المحكمة الدستورية.

## مواليد
- 1580 - فرانثيسكو دي كيفيدو، كاتب إسباني.
- 1769 - ألكسندر فون هومبولت، مستكشف ألماني.
- 1849 - إيفان بافلوف، عالم وظائف الأعضاء روسي حاصل على جائزة نوبل في الطب عام 1904.
- 1864 - روبرت سيسيل، سياسي ومحامي بريطاني حاصل على جائزة نوبل للسلام عام 1937.
- 1886 - جان مازاريك، سياسي ودبلوماسي تشيكيسلوفاكي.
- 1889 - نسيب مكارم، خطاط لبناني.
- 1920 - لورنس كلين، اقتصادي أمريكي حاصل على جائزة نوبل في العلوم الاقتصادية عام 1980.
- 1926 - ميشيل بوتور، روائي فرنسي.
- 1928 - ألبرتو كوردا، مصور كوبي التقط أشهر صورة لتشي جيفارا.
- 1935 - أحمد ماهر، وزير خارجية مصر.
- 1936 - فريد مراد، طبيب وعالم أدوية أمريكي حاصل على جائزة نوبل في الطب عام 1998.
- 1937 -
  - عصمت محمود، ممثلة وإذاعية مصرية.
  - رينزو بيانو، مهندس معماري إيطالي.
- 1944 - غونتر نيتزر، لاعب كرة قدم ألماني.
- 1947 - سام نيل، ممثل نيوزلندي.
- 1956 -
  - راي ويلكينز، لاعب ومدرب كرة قدم إنجليزي.
  - كوستاس كرامنليس، رئيس وزراء اليونان.
  - ناهد رشدي، ممثلة مصرية.
- 1961 - مارتينا غيدك، ممثلة المانية.
- 1965 - دميتري ميدفيديف، رئيس روسيا الإتحادية.
- 1970 - مي البلوشي، ممثلة كويتية.
- 1972 - شيدو ناكامرا، ممثل ياباني.
- 1973 - لينفوي بريموس، لاعب كرة قدم إنجليزي.
- 1974 -
  - وائل كفوري، مغني لبناني.
  - هشام الكروج، لاعب ألعاب قوى مغربي.
- 1976 - أجوستين كاليري، لاعب كرة مضرب أرجنتيني.
- 1978 - يوسف الشريف، ممثل مصري.
- 1983 - إيمي واينهاوس، مغنية إنجليزية.
- 1986 - ميشيل جينر، ممثلة إسبانية.
- 1988 - كريستين هاغلوند، عارضة أزياء أمريكية
- 1994 - فهد المولد لاعب كرة قدم سعودي.

## وفيات
- 258 - قبريانوس القرطاجي، أسقف قرطاج.
- 585 - بيداتسو، إمبراطور اليابان.
- 786 - أبو محمد موسى الهادي، خليفة عباسي.
- 835 - محمد بن علی الجواد الإمام التاسع من إثني عشر إماماً من أئمة الشيعة الاثني عشرية.
- 1146 - عماد الدين زنكي، قائد مسلم.
- 1321 - دانتي أليغييري، شاعر إيطالي.
- 1523 - أدريان السادس، بابا الكنيسة الرومانية الكاثوليكية.
- 1852 - آرثر ويلزلي، رئيس وزراء المملكة المتحدة.
- 1901 - ويليام ماكينلي، رئيس الولايات المتحدة.
- 1916 - خوسيه إتشيغاراي، عالم رياضيات وكاتب إسباني حاصل على جائزة نوبل في الأدب عام 1904.
- 1949 - مصطفى أبو عز الدين، طبيب عسكري لبناني.
- 1966 - جمال كورسل، رئيس تركيا.
- 1967 - عبد الحكيم عامر، قائد عسكري مصري.
- 1980 - حسن فايق، ممثل مصري.
- 1982 -
  - غريس كيلي، أميرة موناكو.
  - بشير الجميّل، رئيس الجمهورية اللبنانية المنتخب.
  - إبراهيم سعفان، ممثل مصري.
- حمد الجاسر باحث وكاتب سعودي
- 2009 - باتريك سويزي، ممثل ومغني وراقص وكاتب أغاني أمريكي.
- 2010 - محمد أركون، مفكر وباحث أكاديمي ومؤرخ جزائري.
- 2016 - أنجوس ليني، ممثل إسكتلندي.
- 2021 - نورم ماكدونالد، ممثل كندي.
- 2024 -
  - جابر مبارك الحمد الصباح، رئيس مجلس الوزراء الكويتي.
  - ناهد رشدي، ممثلة مصرية.

## أعياد ومناسبات
- عيد الصليب.

## وصلات خارجية
- وكالة الأنباء القطريَّة: حدث في مثل هذا اليوم.
- النيويورك تايمز: حدث في مثل هذا اليوم.
- BBC: حدث في مثل هذا اليوم.